# Malegaon
Malegaon (hindi i marathi मालेगांव, trl. Mālegaṁv, trb. Maleganw; ang. Malegaon) – miasto w zachodnich Indiach, w stanie Maharashtra, nad rzeką Girna, około 280 km od Bombaju. Malegaon zamieszkuje 409 190 ludzi. 75% mieszkańców miasta wyznaje islam. W mieście rozwinął się przemysł spożywczy, włókienniczy oraz materiałów budowlanych.